# サイクロバクター・フリギディコーラ
サイクロバクター・フリギディコーラ（Psychrobacter frigidicola）は、南極で分離された好冷性、耐塩性、オキシダーゼ陽性、グラム陰性、非運動性のサイクロバクター属細菌である。

## 参考
- Robin, S.; Togashi, D. M.; Ryder, A. G.; Wall, J. G. (2008). “Trigger Factor from the Psychrophilic Bacterium Psychrobacter frigidicola is a Monomeric Chaperone”. Journal of Bacteriology 191 (4):  1162–1168. doi:10.1128/JB.01137-08. PMC 2632001. PMID 19060145.